# Youssouf Hersi
Youssouf Hersi (Dire Dawa, 20 de agosto de 1982) es un exfutbolista etíope-neerlandés. Desarrolló gran parte de su carrera en los Países Bajos, además de jugar en Grecia, Chipre y Australia, donde jugó por última vez de manera profesional en el Perth Glory, en el que se retiró en 2015. En el año 2001 representó a Países Bajos en la Copa del mundo sub-20 de ese año, donde fueron eliminados en cuartos de final.

## Trayectoria.

### Equipos.
Hersi comenzó su carrera en la cantera del Ajax, siendo un jugador con mucha proyección para el futuro. Debutó oficialmente por este equipo el año 2000, teniendo una temporada con muchas intermitencias, por lo que se fue cedido al NAC Breda, para que ganara experiencia.
En este equipo se ganó rápidamente un puesto de titular, teniendo una temporada correcta en la que jugó treinta y tres partidos y marcó tres goles. Como el Ajax tenía su pase al final de la temporada lo vendió al N. E. C. Nijmegen.
En el Nijmegen, Hersi permanece por dos temporadas, en las que anot´p veintiún goles en sesenta y ocho presencias, por lo que fue traspasado al SC Heerenveen.
En su nuevo equipo, Hersi no logró un puesto de titular y ya a mitad de la temporada, en el mercado invernal, se fue cedido al Vittese. En total solo jugó nueve encuentros, sin ningún gol.
Con el Vittese, luego de buenas actuaciones, logró ganarse un puesto de titular. Tras dos años en los que varió entre actuaciones mediocres y muy buenas, firmó por el F. C. Twente. En el club de Arnhem jugó setenta y siete partidos y convirtió dieciocho goles.
Ya en el Twente Hersi logró jugar algunas competiciones europeas sin demasiado éxito. Estuvo en este equipo solo dos temporadas, ya que para agosto del 2009, Hersi se fue cedido al A. E. K. Atenas de Grecia, siendo su primera incursión en un equipo fuera de los Países Bajos.
En el equipo griego Hersi jugó un total de veintisiete partidos, y anotó un gol. Debido a esto, el De Graafschap contrató a Hersi a mitades de agosto del 2010, lo que marcó la vuelta del jugador a los Países Bajos.

## Clubes
| Club             | País         | Año         |
| ---------------- | ------------ | ----------- |
| Ajax Ámsterdam   | Países Bajos | 2000 - 2001 |
| NAC Breda        | Países Bajos | 2001        |
| Ajax Ámsterdam   | Países Bajos | 2001-2002   |
| NEC Nijmegen     | Países Bajos | 2002-2003   |
| Ajax Ámsterdam   | Países Bajos | 2003-2004   |
| SC Heerenveen    | Países Bajos | 2004        |
| SBV Vitesse      | Países Bajos | 2004-2007   |
| FC Twente        | Países Bajos | 2007-2009   |
| AEK Atenas       | Grecia       | 2009-2010   |
| De Graafschap    | Países Bajos | 2010-2011   |
| Alki Larnaca FC  | Chipre       | 2011- 2012  |
| Western Sydney   | Australia    | 2012- 2014  |
| Perth Glory F.C. | Australia    | 2014- 2015  |

## Selección nacional
Hersi ha jugado con la selección neerlandesa sub-21 en la Copa Mundial de Fútbol Juvenil de 2001 anotando 2 goles en la fase de grupos.Al final su selección sería eliminada en cuartos de final por Egipto (que obtendría el tercer lugar del torneo). Nunca ha sido convocado a jugar por la selección adulta de los Países Bajos.